# とも座シグマ星
とも座σ星は、とも座の恒星で3等星。

## 特徴
この星は橙色の巨星であり、スペクトル型A型の星として誕生し、3億年前に水素の核融合を終え、最後は白色矮星になると推測されている。
この星は少なくとも二連星であり、1つめの伴星は0.5天文単位離れ、257.8日で楕円軌道を描いている。
もう1つの離角74秒の9等の伴星Bは、太陽に似たG3型の主系列星であり、連星の場合、少なくとも1300天文単位、公転周期27000年以上となる。